# Bertiolo
Bertiolo (tiếng Friulia Bertiûl) là một đô thị ở tỉnh Udine trong vùng Friuli-Venezia Giulia thuộc Ý, có cự ly khoảng 70 km về phía tây bắc của Trieste và khoảng 20 km về phía tây nam của Udine. Tại thời điểm ngày 31 tháng 12 năm 2006, đô thị này có dân số 2.555 người và diện tích là 26,2 km².
Đô thị Bertiolo có các frazioni (đơn vị cấp dưới, chủ yếu là các làng) Virco, Pozzecco, và Sterpo.
Bertiolo giáp các đô thị: Codroipo, Lestizza, Rivignano, Talmassons, Varmo.